# Выборы главы Республики Алтай (2019)
Выборы Главы Республики Алтай, Председателя Правительства Республики Алтай состоялись в Республике Алтай 8 сентября 2019 года в единый день голосования одновременно с выборами в Государственное собрание Республики Алтай. Глава избирался сроком на 5 лет. Победу в первом туре одержал временно исполняющий обязанности главы республики Олег Хорохордин.

## Предшествующие события
Предыдущие выборы главы Республики Алтай прошли в единый день голосования 14 сентября 2014 года. На них с результатом 50,63% голосов победил Александр Бердников, руководивший регионом с января 2006 года.
20 марта 2019 года Бердников ушёл в отставку в связи с окончанием срока полномочий. Временно исполняющим обязанности главы республики назначен Олег Хорохордин.

## Ключевые даты
- 5 июня
  - Государственное собрание — Эл Курултай Республики Алтай назначило выборы на 8 сентября 2019 года (единый день голосования)[5]
  - опубликован расчёт числа подписей депутатов, необходимых для регистрации кандидата[6].
- 6 июня постановление о назначении выборов было опубликовано[5]
- с 5 по 25 июня — период выдвижения кандидатов[5].
  - агитационный период начинается со дня выдвижения кандидата и прекращается за одни сутки до дня голосования.
- с 14 по 24 июля — представление документов для регистрации кандидатов[5].
- 7 сентября — день тишины.
- 8 сентября — день голосования.

## Выдвижение и регистрация кандидатов
В Республике Алтай кандидаты могут выдвигаться только политическими партиями.
Каждый кандидат при регистрации должен представить список из трёх человек, один из которых, в случае избрания кандидата, станет представителем правительства региона в Совете Федерации.

### Муниципальный фильтр
В Республике Алтай кандидаты должны собрать подписи 7 % депутатов представительных органов муниципальных образований и (или) избранных на выборах глав муниципальных образований. Среди них должны быть подписи депутатов представительных органов районов и городских округов и (или) избранных на выборах глав районов и городских округов в количестве 7 % от их общего числа. Кроме того, кандидат должен получить подписи не менее чем в трёх четвертях районов и городских округов. По расчёту избиркома, каждый кандидат должен собрать от 81 до 85 подписей депутатов всех уровней и глав муниципальных образований, из которых от 15 до 17 — депутатов представительных органов и (или) глав не менее чем 9 районов и городских округов республики.

## Кандидаты
| Кандидат          | Должность (на момент выдвижения) | Субъект выдвижения     | Статус                                                             | Кандидаты в Совет Федерации                         |
| ----------------- | --- | ---------------------- | ------------------------------------------------------------------ | --------------------------------------------------- |
| Леонид Ефимов     | уполномоченный по защите прав предпринимателей в Республике Алтай                                                                         | Справедливая Россия    | отказано в регистрации (не преодолел муниципальный фильтр)         |                                                     |
| Виктор Ромашкин   | депутат Государственного собрания Республики Алтай, председатель Комитета по законодательству и национальной политике                     | КПРФ                   | зарегистрирован                                                    | Вера Крашенинина Михаил Федькин Алексей Мегедеков   |
| Михаил Соловьёв   | временно неработающий | НППР — Власть Народу   | отказано в регистрации (не представлены документы для регистрации) |                                                     |
| Дмитрий Софронов  | директор АУДО РА «Специализированная детско-юношеская школа по зимним видам спорта», депутат Горно-Алтайского городского Совета депутатов | ЛДПР                   | зарегистрирован                                                    | Дмитрий Казанцев Татьяна Орехова Евгений Шутов      |
| Мерген Теркин     | директор ООО «Борозок» | Партия Добрых дел      | отказано в регистрации (не представлены документы для регистрации) |                                                     |
| Александр Транов  | генеральный директор ООО «Алтай Глобал Инжиниринг»                                                                                        | Гражданская инициатива | отказано в регистрации (не представлены документы для регистрации) |                                                     |
| Олег Хорохордин   | временно исполняющий обязанности Главы Республики Алтай, Председателя Правительства Республики Алтай                                      | Единая Россия          | зарегистрирован                                                    | Людмила Варванец Владимир Полетаев Алексей Тюхтенев |
| Александр Чеконов | директор АПОУ РА «Майминский сельскохозяйственный техникум»                                                                               | РЭП «Зелёные»          | отказано в регистрации (не преодолел муниципальный фильтр)         |                                                     |

## Результаты
10 сентября Избирательная комиссия Республики Алтай подвела окончательные результаты выборов. Главой республики избран Олег Хорохордин. Инаугурация запланирована на 1 октября.
| Место                                    | Место                                    | Кандидат                                 | Партия                                   | Голосов | %       |
| ---------------------------------------- | ---------------------------------------- | ---------------------------------------- | ---------------------------------------- | ------- | ------- |
|                                          | 1.                                       | Олег Хорохордин                          | Единая Россия                            | 47 588  | 58,82 % |
|                                          | 2.                                       | Виктор Ромашкин                          | КПРФ                                     | 25 600  | 31,64 % |
|                                          | 3.                                       | Дмитрий Софронов                         | ЛДПР                                     | 5294    | 6,54 %  |
|                                          |                                          |                                          |                                          |         |         |
| Действительных бюллетеней                | Действительных бюллетеней                | Действительных бюллетеней                | Действительных бюллетеней                | 78 482  | 97,00 % |
| Недействительных бюллетеней              | Недействительных бюллетеней              | Недействительных бюллетеней              | Недействительных бюллетеней              | 2427    | 3,00 %  |
| Всего                                    | Всего                                    | Всего                                    | Всего                                    | 80 909  | 100 %   |
|                                          |                                          |                                          |                                          |         |         |
| Число бюллетеней, выданных досрочно      | Число бюллетеней, выданных досрочно      | Число бюллетеней, выданных досрочно      | Число бюллетеней, выданных досрочно      | 634     | 0,78 %  |
| Число бюллетеней, выданных на участке    | Число бюллетеней, выданных на участке    | Число бюллетеней, выданных на участке    | Число бюллетеней, выданных на участке    | 77 098  | 95,28 % |
| Число бюллетеней, выданных вне помещения | Число бюллетеней, выданных вне помещения | Число бюллетеней, выданных вне помещения | Число бюллетеней, выданных вне помещения | 3188    | 3,94 %  |
|                                          |                                          |                                          |                                          |         |         |
| Явка                                     | Явка                                     | Явка                                     | Явка                                     | 80 920  | 49,88 % |
| Число избирателей                        | Число избирателей                        | Число избирателей                        | Число избирателей                        | 162 239 | 100 %   |